# Мерещенко, Анатолий Иосифович
Анатолий Иосифович Мерещенко — советский хозяйственный и государственный деятель, лауреат Государственной премии СССР за выдающиеся достижения в труде.

## Биография
Родился в 1938 году. Член КПСС с 1968 года.
В 1964—1965 — помощник машиниста, в 1965—1991 годах — машинист листоформовочной машины Белгородского ордена Трудового Красного Знамени комбината асбестоцементных изделий.
Поддержал передовую инициативу отрасли и обслуживал две листоформовочные машины вместо одной, освоил три смежные профессии, выполнял личные задания с перевыполнением на 25-30 %.
За интенсификацию производства, внедрение новой техники и передового опыта на предприятиях промышленности строительных материалов и строительной индустрии был в составе коллектива удостоен Государственной премии СССР за выдающиеся достижения в труде 1977 года.
Жил в Белгороде.

## Награды
- Орден Ленина (1986)
- Орден Знак Почёта